# Šyrjajeve
Šyrjajeve (ukrajinsky Ширяєве, rusky Ширяево / Šyrjajeve) je městečko (sídlo městského typu) v Oděské oblasti na Ukrajině v Berezivském rajónu. Žije zde přibližně 7 200 obyvatel. Obec leží nad řekou Velký Kujalnik a má celkovou rozlohu 9,14 km.